# Gamman-dong
Gamman-dong (koreanska: 감만동) är en stadsdel i staden Busan, i den sydöstra delen av Sydkorea, 300 km sydost om huvudstaden Seoul. Den ligger i stadsdistriktet Nam-gu.

## Indelning
Administrativt är Gamman-dong indelat i:
| Namn    | Namn              | Yta km² | Invånare 31 dec 2018 |
| ------- | ----------------- | ------- | -------------------- |
| 감만1동 | Gamman 1(il)-dong | 2,66    | 15 356               |
| 감만2동 | Gamman 2(i)-dong  | 0,89    | 7 517                |